# Phycosecidae
Phycosecidae (лат.) — семейство насекомых из отряда жесткокрылых. Относится к группе Cucujiformia и надсемейству Cleroidea. Содержит один род Phycosecis.

## Описание
Мелкие жуки (2 мм) светло-коричневого цвета, покрытые мелкими беловатыми чешуйками.

## Классификация
- 1 род Phycosecis Pascoe, 1875. Выделяют около 7 видов[1]:
  - Phycosecis algarum Pascoe, 1875
  - Phycosecis ammophilus Lea, 1899
  - Phycosecis atomaria Pascoe, 1875
  - Phycosecis discoidea Pascoe, 1875 — Новая Зеландия
  - Phycosecis hilli Lea, 1921
  - Phycosecis limbata Fabricius, 1781 — Новая Зеландия, остров Кермадек
  - Phycosecis litoralis Pascoe, 1875 — Австралия